# Otto Steinkopf

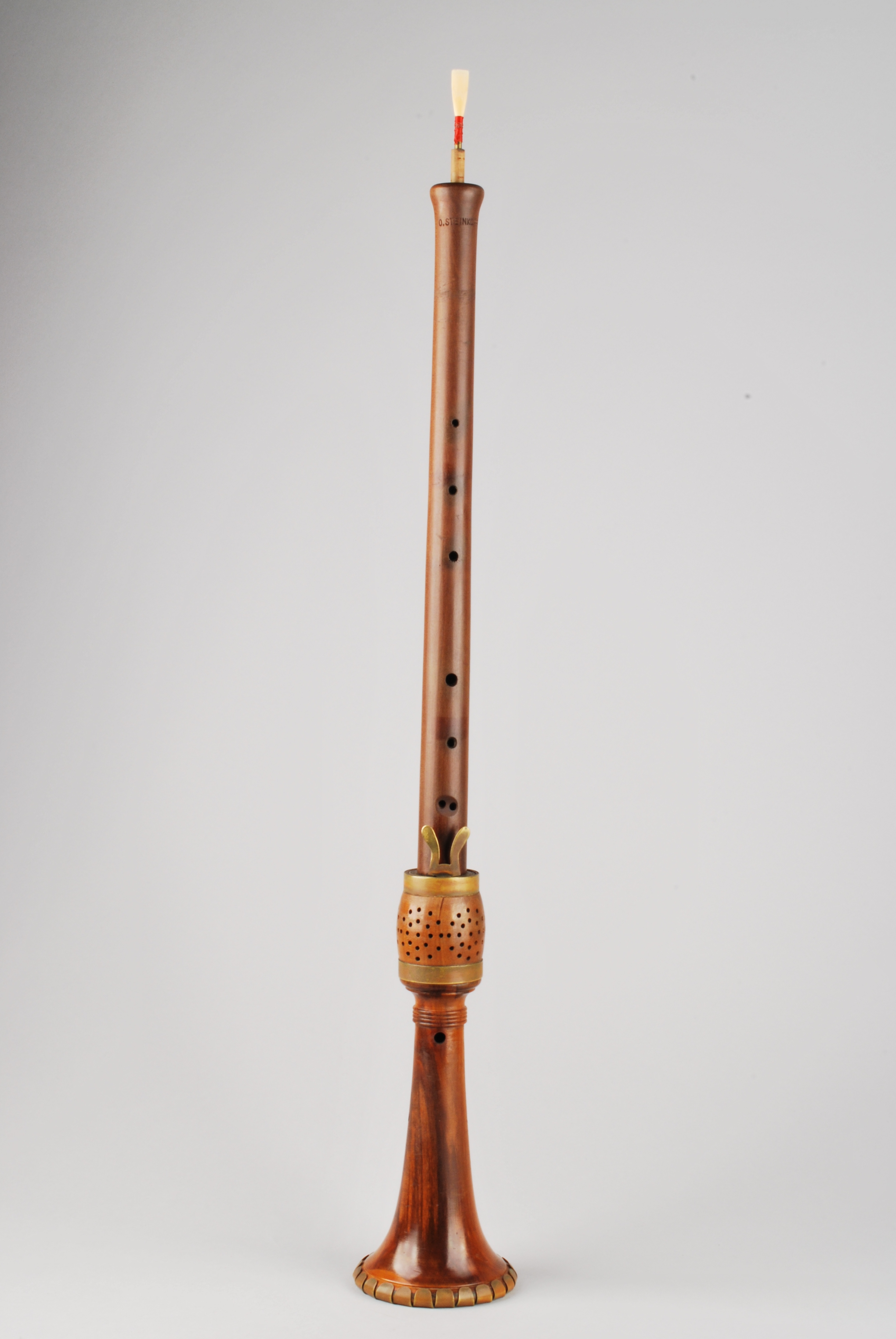
Xeremia feta per Otto Steinkopf, s. XX, MDMB 1304, del fons Ars Musicae, al Museu de la Música de Barcelona

Otto Steinkopf (* 28 de juny de 1904 a Stolberg; † 17 de febrer de 1980 a Celle) va ser un músic alemany i constructor d'instruments de vent-fusta. És conegut com el Nèstor de la recuperació històrica dels instruments antics.

## Biografia
Otto Steinkopf va aprendre quan era un nen a tocar diferents instruments. Després de graduar-se a l'escola de secundària a Magdeburg el 1922, va estudiar un primer semestre a la Bergakademie a Clausthal, música a Berlín i més tard musicologia amb Curt Sachs. Va assistir al Sterm'sche Konservatorium. Després d'una temporada com a músic de ball, on tocava el saxòfon, va adquirir un fagot l'any 1932 i tocà a Guben i Kiel. Des de l'any 1937 fins al 1940 va ser el fagot principal de la Leipzig Gewandhaus Orchestra, després d'un breu temps al servei militar el 1943, va tocar a la Kammerorchester Berlin de Hans von Benda. Des del 1945 fins al 1947 va ser membre de la Filharmònica de Berlín, i des de 1947 fins al 1950 va actuar com a director municipal de música a Wernigerode. Entre 1952 i 1962, va ser fagotista a Berliner Radio-Symphonie-Orchester i va ser professor de saxòfon a la Berliner Musikhochschule.
De 1950 a 1953 va ser restaurador d'instruments dels Musikinstrument-Museums a Berlín, on va començar a realitzar còpies d'instruments antics. El 1953 va ingressar al Heinrich Schütz-Festival a Herford, Alemanya, amb un quartet de cromorns. Al 1960 Steinkopf ideà un sistema de tres forats per a una trompeta natural feta pel constructor alemany Helmut Finke, de manera que equilibraven el temperament estàndard. Aquesta trompeta de Steinkopf-Finkle, en espiral, ja tenia un model en el famós retrat del trompetista de Bach, Gottfried Reiche, pintat per Elias Gottlob Haussmann. I malgrat tot, no era la primera trompeta de tres forats, sinó que trobem indicis del mateix en una trompeta feta pel britànic William Shaw el 1787.
Un dels primers a tocar trompetes amb aquest sistema va ser Walter Holly amb la Cappella Coloniensis, una orquestra pionera del Barroc de la West German Radio de Colònia.
Molts dels instruments construïts per ell s'han tocat en concerts i enregistraments sonors. Des de 1955 es va concentrar en la construcció d'instruments històrics de vent-fusta i a partir de 1964 va dirigir, fins a l'any 1970, l'estudi de la marca Moeck d'instruments renaixentistes. El seu anterior fabricant d'instruments, Günter Körber, va portar el taller a Berlín i més tard a Brensbach.

## Feina
Otto Steinkopf va ser el primer constructor del segle XX d'instruments facsímils del Renaixement i del Barroc. Va copiar cromorns, korthols, racketts, baixons, xeremies, pommers i cornettos i, a més a més, fagots i oboès barrocs. L'any 1959, juntament amb Helmut Finke, va reconstruir un clarí o trompeta barroca.
Va fer còpies d'instruments dels museus on havia treballat, no d'una manera minuciosa, però que resultava útil als músics moderns, adaptant-se a l'afinació de 440Hz i, si ho creia necessari, afegia o eliminava forats o claus.
Després d'Arnold Dolmetsch (1858-1940), l'interès pels instruments antics com les flautes, les violes d'arc, els clavicèmbals o els aeròfons amb claus va reviure durant la segona part del segle xx, sent-ne Steinkopf un gran impulsor de la recuperació històrica.
Alguns dels seus instruments els podem trobar al Museu de la Música de Barcelona són la bombarda, el kortholt, el rackett, el rauschpfeife, la xeremia, el cromorn, el chalumeau, la corneta recta i el cromorn tenor.

## Publicacions
- Mit Volker Kernbach: Anleitung für das Musizieren auf Pommern, Dulcianen und Ranketten. Moeck, Celle 1978.
- Zur Akustik der Blasinstrumente. Moeck, Celle 1983, ISBN  3-87549-020-7.
- Karl Ventzke (Hrsg.): Theobald Boehm (1794–1881): Schema zur Bestimmung der Löcherstellung auf Blasinstrumenten. Mit einem Nachwort von Otto Steinkopf (= Edition Moeck 4020). Moeck, Celle 1980, ISBN  3-87549-011-8.